# Шайда Сергій Семенович
Сергій Семенович Шайда (нар. 23 вересня 1980, Турійськ) — український футболіст, що грав на позиції захисника та півзахисника. Відомий за виступами у низці українських клубів різних ліг, у тому числі за тернопільську «Ниву» у вищій українській лізі. Після закінчення кар'єри — український футбольний тренер.

## Клубна кар'єра
Народився Сергій Шайда в Турійську, але розпочав виступи на футбольних полях у 1997 році в команді другої української ліги «Кристал» з Чорткова. У 1998 році нетривалий час грав за команду першої ліги ФК «Черкаси» з однойменного міста. але зіграв у її основі лише 1 матч, і сезон закінчував у іншій команді першої ліги «Кремінь» з Кременчука. У 1999 році Шайда спробував свої сили в першоліговому російському клубі «Волгар-Газпром» із Астрахані, проте в основному складі команди так і не зіграв. У 2000 році повернувся в Україну, де грав за аматорську команду «Бескид» з Надвірної. У серпні 2000 року Сергій Шайда став гравцем клубу першої ліги «Волинь» з Луцька, проте в команді виступав лише півроку, за які зіграв 6 матчів.
З початку 2001 року футболіст став гравцем тернопільської «Ниви», яка на той час грала у вищій українській лізі. Проте у вищі лізі Шайда провів лише півроку, за які виходив на поле у найвищому українському дивізіоні 9 разів, а далі «Нива» вибула з вищої ліги в першу, з якої вже за рік вибула до другої ліги. Сергій Шайда грав у команді до серпня 2003 року, після чого грав у аматорській команді «Сокіл-Нива» з Бережан. На початку 2004 року футболіст грав у команді другої ліги «Чорногора» з Івано-Франківська. Останнім професійним клубом Шайди стала «Зірка» з Кіровограда, у складі якої Шайда грав у кінці 2004 року. Після цього футболіст повернувся до Івано-Франківська, де грав за місцеві аматорські клуби, останнім з яких став «Легіон-1».

## Після завершення кар'єри футболіста
Після закінчення активних виступів на футбольних полях Сергій Шайда розпочав тренерську кар'єру. Він працює тренером дівочої футбольної команди «Рута» в Івано-Франківську, яка є частиною міжнародної футбольної академії, та одночасно є президентом Асоціації жіночого футболу Івано-Франківської області.